# پرند زاهدی
پرند زاهدی (زادهٔ ۱۳۵۷ در تهران) فیلمساز و نویسنده سینما و تلویزیون ایران است. او بازیگر خوش چهرهٔ دههٔ هفتاد تلویزیون ایران است.

## زندگی‌نامه
وی دختر ابراهیم زال‌زاده روزنامه‌نگار و ناشر فعال ایرانی و فارغ‌التحصیل رشته نمایش از دانشگاه آزاد است و فعالیت سینمایی خود را از سال ۱۳۷۴ با فیلم شیرین و فرهاد آغاز کرد. همچنین در سال ۱۳۸۱ برای فیلم زیر خاکستر کاندید دو جایزه در بخش مسابقه بین‌الملل و فیلم کوتاه ملی در جشنواره فیلم فجر شد.

## بازیگری

### سینمائی
- اسکادران عشق
- پاک‌باخته
- شیرین و فرهاد
- گارد ویژه

## مجموعه تلویزیونی
- ۱۳۷۴ فرار (رحیم رحیمی پور)
- ۱۳۷۶ شن‌های کف رودخانه (یوسف سیدمهدوی)
- ۱۳۷۸ مثل باران (سیدمحسن موسویان)
- ۱۳۷۹ آوایی در گلستان (رامین لباسچی)
- ۱۳۸۲ باغچه مینو (رضا صفدری)

## کارگردانی
- عروس زندان
- آبی، گاهی آسمان
- فرزند ایران
- آلونک
- زیر خاکستر
- هستی

## نویسندگی
حال چرند یک پرند عنوان کتابی از پرند زاهدی است. این کتاب با حضور جمعی از هنرمندان سینما و اهالی فرهنگ، شهریور ۱۳۹۶ در خانه سینمای ایران رونمائی شد. سعید حاجی‌میری کارگردان، تهیه‌کننده و فیلمنامه‌نویس در مورد این کتاب می‌گوید: «من به او غبطه خوردم که خیلی راحت تر از من و باقی بچه‌های سینما می‌تواند احساساتش را بیان کند. به نظرم او در روانی ادبیات و کلمات به یک اجتهاد رسیده‌است»